# Escut de Montfort
L'escut de Montfort és el símbol representatiu oficial del municipi valencià de Montfort (Vinalopó Mitjà). Té el següent blasonament:
| « | Escut quadrilong de punta redona. En camper d'argent, un castell terrassat del natural, acostat de dos arbres del mateix. Al cap, escussó amb les armes reials: d'or, quatre pals de gules. Per timbre, una corona reial oberta i, en orla, el collar del Toisó d'Or. | » |

## Història

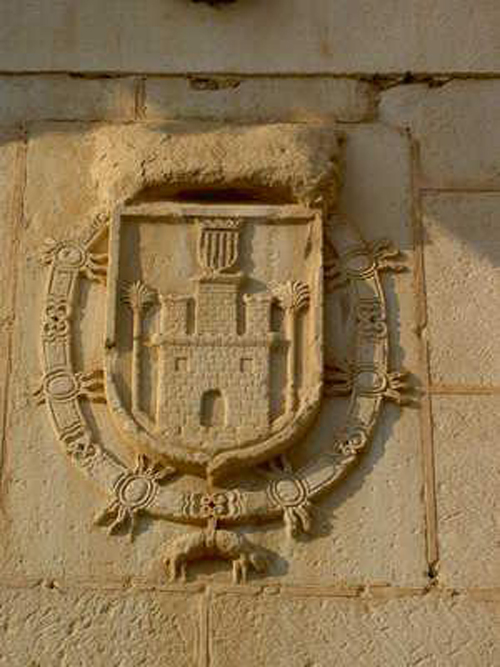
Escut a la façana de l'Ajuntament.

L'escut es rehabilità el 22 de juny de 2007
Es tracta d'un escut d'ús immemorial. Es té constància documental almenys des del segle xviii, encara que podria remuntar-se fins al segle xiv. Al 1706 se li afegí el Toisó d'Or.
Hi figuren el castell de Montfort i dos arbres, habitualment representats com a palmeres; amb les armes reials al cap, en senyal de pertinença al Regne de València des del 1296 i a la vila reial d'Alacant fins al 1775, quan va obtenir definitivament l'autonomia municipal. Durant la guerra de Successió, Montfort es va mantenir fidel al bàndol borbònic i per això Felip V li va concedir, el 1706, el collaret del Toisó d'Or i el títol de «vila reial, lleial i fidel».

Segell de 1876, AHN.

En l'Arxiu Històric Nacional es conserva un segell en tinta de 1876 de l'Ajuntament. Va acompanyat de la següent nota:
| « | (castellà) En cumplimiento de su circular de 2 de los corrientes remito a V.S. una copia del sello que en la actualidad usa este Ayuntº que es el mismo que ha usado siempre, sin que en el archivo de esta secretaría se haya encontrado antecedente alguno que revele el origen que pudo tener; respecto al periodo de tiempo que está en uso, se supone debe usarse hace mas de 263 años puesto que el escudo que se encuentra en la pared fachada de la casa Ayuntº es el mismo del sello y dicha casa, segun la tradición, se edificó en el año 1613. | (català) En compliment de la seua circular de 2 dels corrents remet a V.S. una còpia del segell que en l'actualitat usa aquest Ajuntament que és el mateix que ha fet servir sempre, sense que en l'arxiu d'aquesta secretaria s'haja trobat antecedent algú que reveli l'origen que pogué tindre; respecte al període que està en ús, se suposa ha d'usar-se fa més de 263 anys ja que l'escut que es troba a la paret façana de la casa Ajuntament és el mateix del segell i aquesta casa, segons la tradició, es va edificar en l'any 1613. | » |